# Shteti Sovran i Urdhrit Bektashi
Ten artykuł dotyczy przyszłego wydarzenia. Informacje w nim zawarte mogą się zmienić wraz z pojawieniem się nowych faktów, a początkowe doniesienia mogą być niepewne. Ostatnie aktualizacje tego artykułu mogą nie odzwierciedlać najbardziej aktualnych informacji.

Planowana lokalizacja mikropaństwa na terenie Europy

Shteti Sovran i Urdhrit Bektashi (IPA [ʃtɛti sɔvɾan i uɾðɾit bɛktaʃi] pol. Suwerenne Państwo Bektaszytów) – planowane europejskie mikropaństwo w formie enklawy na terenie Tirany (stolicy Albanii). Swoim zasięgiem miałoby obejmować siedzibę najwyższych władz bektaszijji – religii wyznawanej przez 4,81% ludności Albanii.

## Historia
Bektaszijja powstała w XIII wieku na terenie Anatolii jako bractwo religijne, wywodzące się z sufizmu i łączące elementy z innych niż islam religii (w tym chrześcijaństwa). Ruch zyskał na znaczeniu w XV wieku jako oficjalne wyznanie janczarów.
W 1925 roku Mustafa Kemal Atatürk zakazał działalności chanak (klasztorów bektaszytów) w Turcji. Władze ruchu podjęły wówczas decyzję o przeniesieniu siedziby do Albanii, gdzie wyznanie było obecne od XVI wieku.

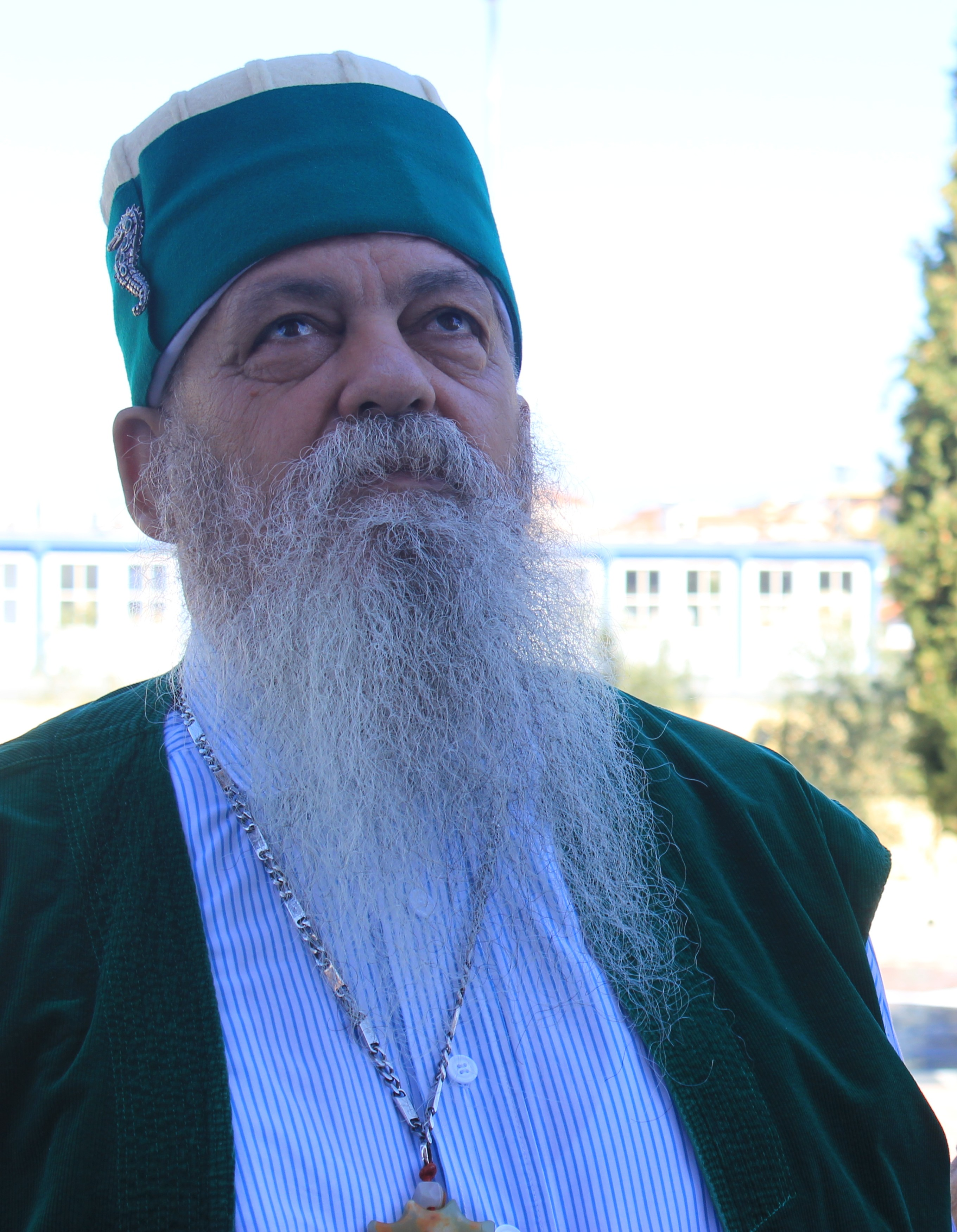
Baba Mondi, zwierzchnik bektaszytów od 2011 r. W razie powstania mikropaństwa stanie się jego przywódcą

Działalność bektaszytów (podobnie jak innych organizacji religijnych) była zakazana w Albańskiej Republice Ludowej w latach 1967–1991 w czasach dyktatury komunistycznej. W 2024 roku religię tę wyznawało 4,81% ludności kraju.
We wrześniu 2024 roku premier Albanii, Edi Rama, ogłosił plany dotyczące stworzenia na terenie Tirany enklawy dla najwyższych władz bektaszijji. Celem utworzenia nowego państwa miałoby być w szczególności promowanie pozytywnego wizerunku islamu w Albanii.
Stworzenie mikropaństwa państwa będzie wymagało działania ze strony parlamentu Albanii. Konieczna będzie także zmiana konstytucji: obecnie Albania jest w niej opisywana jako państwo unitarne, co stoi w sprzeczności z planami dotyczącymi niezależnego organizmu politycznego.

## Plany dotyczące mikropaństwa
Swoim zasięgiem mikropaństwo miałoby obejmować siedzibę najwyższych władz bektaszytów (alb. Kryegjyshata Botërore Bektashiane) i teren, na którym jest zlokalizowana. Nowe państwo miałoby zajmować powierzchnię ok. 0,11 km², co czyniłoby je czterokrotnie mniejszym od Watykanu.

## Krytyka
Pomysł stworzenia mikropaństwa został skrytykowany przez Komuniteti Mysliman i Shqipërisë (pol. Wspólnota Muzułmańska Albanii) - organizację zrzeszającą albańskich muzułmanów. Jej władze określiły plany jako niebezpieczny precedens dla przyszłości Albanii. Podkreślono także, że pomysł nie został skonsultowany z organizacjami religijnymi.
W opinii niektórych Albańczyków plany związane z mikropaństwem mają odsunąć uwagę od skandali z udziałem premiera Ramy.